# Chuanying
Chuanying är ett stadsdistrikt och säte för stadsfullmäktige i Jilin i Jilin-provinsen i nordöstra Kina.